# 国鉄キハ38形気動車
国鉄キハ38形気動車（こくてつキハ38がたきどうしゃ）は、日本国有鉄道（国鉄）が製造した一般形気動車である。
1987年の国鉄分割民営化後は、7両全車が東日本旅客鉄道（JR東日本）に継承された。

## 概要

### 1980年代前半の国鉄気動車導入計画
1980年代はじめの国鉄では、輸送の効率化や特定地方交通線の廃止等による気動車の所用両数の減少が見えてきたため、一般形気動車は1982年度をもって一旦導入を取りやめ、1990年前後から置換時期を迎える、1965年前後に大量に導入された気動車の代替の検討が進められることとなった。当時の日本では省エネルギーが謳われるようになっていたこともあり、搭載するエンジンの直噴化や車両の小型軽量化による省エネルギー化、機関の大出力化による高出力車の2基→1基エンジン化、新設計エンジンによる省力化が構想されていた。
一般形気動車では、経営環境の厳しい路線で運用するため、例えば17 m級車体や小断面車体の採用、廃車発生品や自動車用部品の活用、耐用年数の見直しなどが総合的に検討され、「気動車本来の目的である比較的閑散な線区での合理的な運営に役立つ」車両として、直噴式のDMF13Sを搭載するキハ37形の量産先行車5両が1982年度3次債で製造された。一方ではキハ58系を代替する急行用気動車も計画されており、1982年時点では、準特急列車から快速列車までの幅広い運用を想定し、前面貫通形・片側2扉のステンレス車体で、転換クロスシート、ボルスタレス式台車、直噴式のDMF15HZB機関とDW11液体変速機を装備する車両として設計されていた。
しかしながら、キハ37形の製造と同時期に第1次特定地方交通線の廃止が具体化し、また、経営改善計画に則った輸送改善が1982年11月、1984年2月、1985年3月に実施されることとなって車両需給が見通せなくなったため、一般形気動車の新製は一時中止され、並行して設計されていた急行用気動車の導入も見送られ、キハ40系の直噴化（DMF15HSA-DI化）改造も1987年までに北海道配置の112両に実施されたのみとなった。

### 1980年代後半の気動車導入計画とキハ38形
キハ37形の導入中止後の1985年の時点では、一般形気動車の所要数は約2200両で、うち約600両は特別保全工事を実施した急行形気動車を、1000両はキハ40系を継続使用するが、残る約600両は1985年度期首で経年21 - 25年であるため、1990年手前頃より順次代替する必要があると見積もられていた。一方で、当時、国鉄再建監理委員会の答申では特定地方交通線は廃止し、その他の地方交通線は当面各旅客会社で運営することとされ、また、1986年度には分割民営化に向けての最後の輸送改善が計画されており、これらが固まるにつれてその後の気動車の需給状況も明確になる見通しであった。
しかし、代替が見込まれる約600両のうち、都市近郊で使用される3扉・ロングシートのキハ35系はその接客設備の違いから、当面確保される約1500両のキハ40系および急行形気動車で代替することはできず、また、これらの車両が使用される路線は廃止対象ではない一方で近い将来の電化も見込めないことから、老朽化対応策が必要であった。そこで、このような車両需給の見通せない状況下で導入しても手戻りとならず、かつ優先度が高いとされたキハ35系の代替を実施することとして、キハ37形をベースとしたキハ38形が導入されることとなった。このキハ38形の製造にあたっては、投資の抑制と余剰人員の活用を図るため、キハ37形における発生品活用の考え方をさらに徹底し、原則として車体のみを国鉄工場で新製して主要機器はキハ35系からの発生部品を再利用する「車体更新改造」とすることとした。
当時八高線、相模線などで運用されていたキハ35系は1961年から製造されたもので、初期製造車は1980年代には既に製造後25年近くを経過して老朽化が目立つようになった。また、周囲の電化線区の冷房化が進み、非冷房の同系列をそのまま使用し続けることは、サービス政策上望ましくなく、八高線への冷房車導入が必要であると判断された。
なお、本形式の考え方も取入れた形で北海道、四国、九州向け気動車の設計が進められ、分割民営化の時点でこの3島に残る1965年度以前製造の一般形気動車約300両のうち、輸送効率化、電化、路線廃止等による必要数削減後も残ると見積もられる約100両を代替することして、キハ54形、キハ31形、キハ32形計82両が導入されている。

### キハ38形の概要
基本的な車両の構造・考え方はキハ37形をベースとしながら、キハ35形に合わせて3扉とし、当時の国鉄を取巻く厳しい情勢に鑑み、費用を抑制するためにキハ35形の台車や機器等を再用し、軽量・低コストを考慮した設計とした一方、旅客サービス向上を図り、また、都市近郊の通勤輸送に使用することから、電車やバスと比較しても見劣りしないよう、冷房装置を搭載したり、内装についてもそれらと遜色のないものとするなど、従来の気動車のイメージを一新する車両としている。また、設計および図面作製は国鉄各工場のメンバーから組成されたプロジェクトチームにより行われ、最短2両編成での運行を想定して片運転台としたほか、トイレは2両に1箇所の割合で設置することとしてトイレの有無で番号区分し、トイレ付きを0番台、トイレなしを1000番台とした。
電車においては、例えば1966年製の301系や、1985年製の205系などで、車体材料をアルミニウムやステンレス等として軽量化を図っていたが、本形式では、車体強度計算の精度向上に伴って各部材の強度を保ちつつ板厚を薄くする検討が可能になったことを活用して鋼製車体のまま軽量化を進めることとした。構造モデルを複数作成してその比較により構造を決定したほか、機関・電線ダクト・側窓・座席等においても軽量化を図っている。その結果、本形式の自重はトイレ付の0番台が空車30.8 t、積車38.2 t、トイレ無の1000番台が空車30.3 t、積車37.7 tとなり、トイレ付・片運転台車での比較において、ベースとなったキハ37形0番台より、扉数増・冷房装置の搭載や、機関出力の向上にも関わらず約0.8 t軽くなっており、同様にキハ35形の0番代より約1 tの減、オールステンレス車両の900番台からは約2.5 tの増となっている。こういった軽量化と機関出力の増強により、積車時の性能曲線においては、キハ35系との比較では全ての速度域で上回る性能となっており、上り25パーミルでの均衡速度はキハ35系の約30 km/hに対し、本形式では約40 km/hとなっている。
キハ35系の特に状態の悪い車両について車体更新する形で、1986年から1987年にかけて7両が各地の国鉄工場（大宮工場、郡山工場、長野工場、幡生車両所、鷹取工場）にて、コストダウンを図ると共に国鉄各工場の技術力維持を目的として製造された。番号の新旧対照は下表のとおり。
| 形式     | 改造後      | 改造後         | 改造後     | 改造後         | 改造前     | 改造前        | 改造前     | 改造前         | 改造前         | 備考     |
| 形式     | 番号        | 竣工日         | 改造所     | 改造後配置     | 番号       | 竣工日        | 製造所     | 廃車日         | 最終配置       | 備考     |
| -------- | ----------- | -------------- | ---------- | -------------- | ---------- | ------------- | ---------- | -------------- | -------------- | -------- |
| キハ38形 | キハ38 1    | 1986年6月11日  | 大宮工場   | 高崎第一機関区 | キハ35 152 | 1966年2月2日  | 富士重工業 | 1986年6月11日  | 高崎第一機関区 | トイレ付 |
| キハ38形 | キハ38 2    | 1986年6月4日   | 郡山工場   | 高崎第一機関区 | キハ35 161 | 1966年2月25日 | 富士重工業 | 1986年6月4日   | 高崎第一機関区 | トイレ付 |
| キハ38形 | キハ38 3    | 1986年10月31日 | 大宮工場   | 高崎第一機関区 | キハ35 513 | 1965年5月20日 | 富士重工業 | 1986年10月31日 | 高崎第一機関区 | トイレ付 |
| キハ38形 | キハ38 4    | 1986年11月26日 | 大宮工場   | 高崎第一機関区 | キハ35 515 | 1965年9月10日 | 富士重工業 | 1986年11月26日 | 高崎第一機関区 | トイレ付 |
| キハ38形 | キハ38 1001 | 1986年5月29日  | 長野工場   | 高崎第一機関区 | キハ35 153 | 1966年2月2日  | 富士重工業 | 1986年5月29日  | 高崎第一機関区 | トイレ無 |
| キハ38形 | キハ38 1002 | 1986年5月23日  | 幡生車両所 | 高崎第一機関区 | キハ35 201 | 1966年4月19日 | 富士重工業 | 1986年5月23日  | 高崎第一機関区 | トイレ無 |
| キハ38形 | キハ38 1003 | 1987年3月16日  | 鷹取工場   | 高崎車両所     | キハ35 516 | 1965年9月4日  | 富士重工業 | 1987年3月16日  | 高崎車両所     | トイレ無 |
| 1. 2.    |             |                |            |                |            |               |            |                |                |          |

## 構造

### 車体
通勤形気動車として設計されたキハ35系を更新したものであり、朝夕のラッシュ時に対応できるよう、扉配置も踏襲されている。キハ35系と同じく前面貫通形で、側面に3か所の両開き扉を備え、車体に軽量形鋼と鋼板を、床板に耐候性高張力鋼を使用する鋼製車体であるが、車体構造は1983年に製造されたキハ37形の設計を基本としており、車体長は19.5 m、車体幅は2.8 mである。
乗降扉はキハ35系と同じくステップ付きで幅1300 mmの両開式で、同形式の戸閉機械は101系電車に使用された床下設置形のTK6を一部変更したTK6Aであったが、本形式ではキハ66系やキハ47形と同じ自動・半自動切換で鴨居設置形のTK106Aを使用しており、半自動時の開閉は一部のキハ35系改造車や211系電車と同じ押ボタン式である。
乗降口にステップを設置した車両は扉・戸袋部の台枠側梁が切欠かれるため強度設計が難しくなるが、特にその影響が大きい両開き3扉の扉配置のキハ35系は外吊式扉とすることで、側梁が切欠かれる長さを抑制しつつ、側梁と枕梁が接続される車端側戸袋位置の側梁を切欠かないようにして車体の強度を確保している。一方、キハ38形では、外吊扉と車体の間からの隙間風を防止するため、戸袋を設けつつ強度も確保する設計として一般的な戸袋付の形態としているが、構体の重量は9.12 tとなり、キハ37形の8.53 tから扉の増加分を考慮（2扉車と3扉車で車体重量に約800 kgの差があるとされる）すれば同等となっている。
側面窓はバス用のユニット窓（上段下降・下段上昇式）を改良したもの使用し、窓枠と各窓間の窓柱部の外板を黒色として連続窓風のデザインとしているほか、戸袋窓は廃止している。
車体正面は105系電車をベースとした貫通式のもので、前面窓上下の黒色処理部が上下とも105系より上寄りの位置となり、前面窓下には前照灯・尾灯がケーシング内に水平に並べて配置されている。灯具は105系などと同じ一般的な丸型外バメ式の前照灯と尾灯を長方形状の窪みの中に並べて配置した上に、ケーシング状のカバーを設けたものとなっている。
車体塗装はクリーム10号をベースに赤とグレー（赤15号・灰茶8号）の帯とし、正面窓付近は201系電車等と同様のブラックフェイスとしている。

### 車内
キハ35系と同様の全席ロングシートの配置で、座席は簡素化・軽量化を図り、1席ずつに区分したバケットシートとして定員分の人数が着席できるようにしているが、0番台のトイレ向かい側の座席はトイレ使用者への配慮としてキハ35形やキハ37形と同様に横向きのボックスシートとなっている。また、内装にはメラミン樹脂化粧板やカラーアルミを使用したほか、天井の化粧板にはバス用のものを使用している。
本形式では新製時より冷房装置を搭載している。快速列車用のキハ66・67形を別にすれば、国鉄の一般形気動車では指宿枕崎線用キハ40系冷房改造車と並んで初の事例である。冷房装置は、編成中に数両毎に専用の発電機を搭載した車両を連結してその電力を使用する従来の電気式のものとは異なり、自車の冷房を全て自車でまとめることで車両運用の不便さを解消し、また、コストダウンのため2階建てバス用のものを転用した機械式（サブエンジン方式）のAU34を搭載している。
AU34はキハ31形にも搭載されているもので、床下に搭載したクーラーユニット内に排気量約2.5 lの冷房用機関1基と冷媒圧縮機、エバポレーター、コンデンサーなど一式を搭載して、エバポレーターとコンデンサーの各送風機も冷房用機関で駆動されている。冷却能力は30.2 kW（26000 kcal/h）で、当時の通勤形電車の標準的能力の48.8 kW（42000 kcal/h）より低いものの、扉数が少なく、乗車率もそれほど高くないため十分と考えられたほか、能力不足を補うため扇風機を併設している。そのため、この扇風機は個別に乗客が操作可能な方式ではなく、冷房装置とともに車両ごとの一括制御となっている。
暖房装置はキハ40形やキハ37形などと同様の温風暖房である。床下の熱交換器でエンジンの排熱もしくは機関予熱器により加熱されたエンジン冷却水を使用した熱交換で温風を作るもので、本形式では熱交換器は1台で吸気口は右側車体中央の側扉戸袋部の天井付近となり、床部からダクトが立ち上がっているほか、温風は室内片側に設置された座席下のダクトから室内へ送り込まれる。他形式と混用されることを想定し、冷房および、キハ35系などと方式が異なる暖房の制御は編成毎ではなく各車毎に単独制御する方式としている。
運転室はキハ37形と同様の高運転台式であるが、運転室の奥行は1630 mmから1460 mm（共に前面構体厚を含む）に短縮されている。

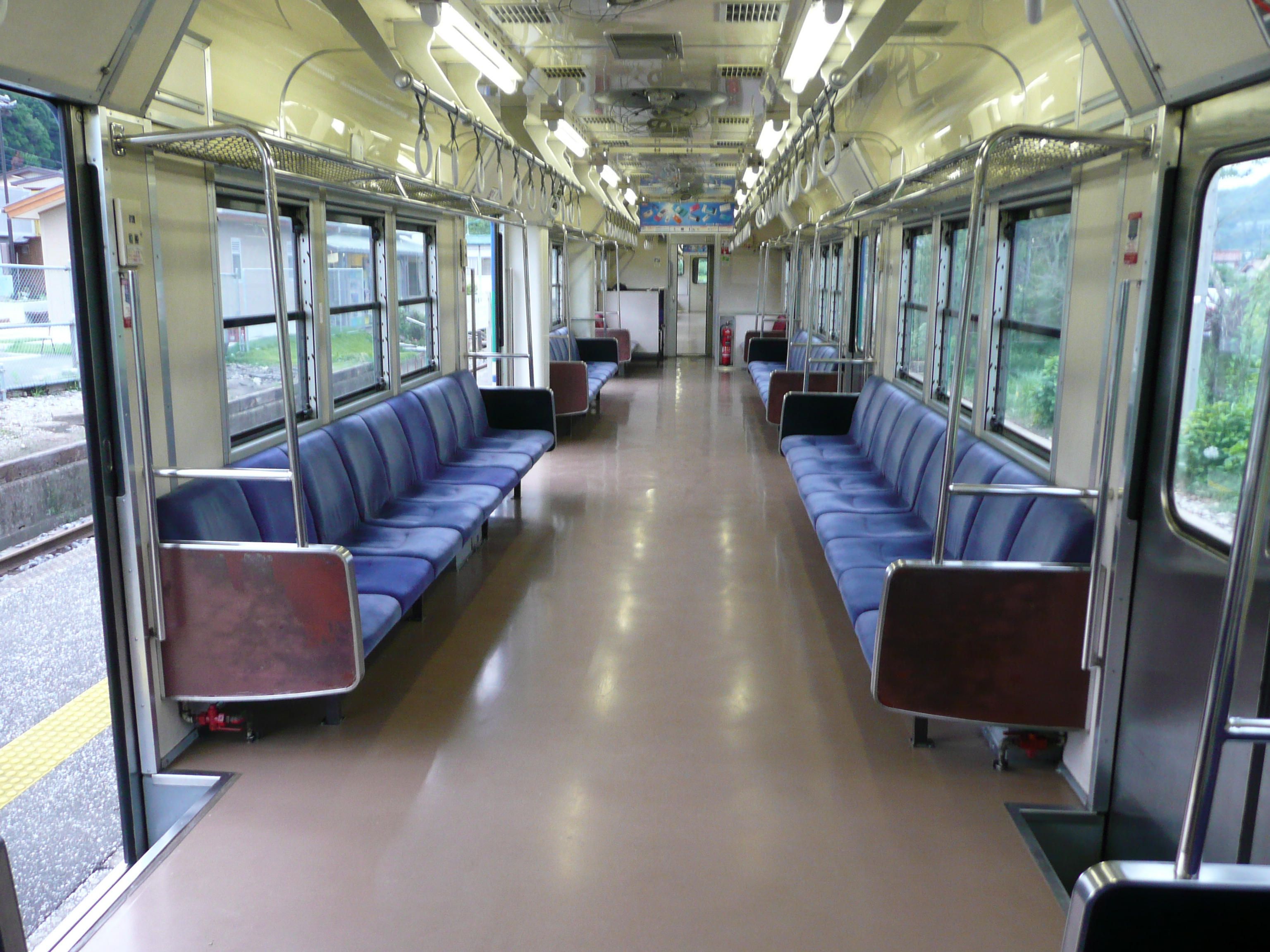
キハ38形の車内
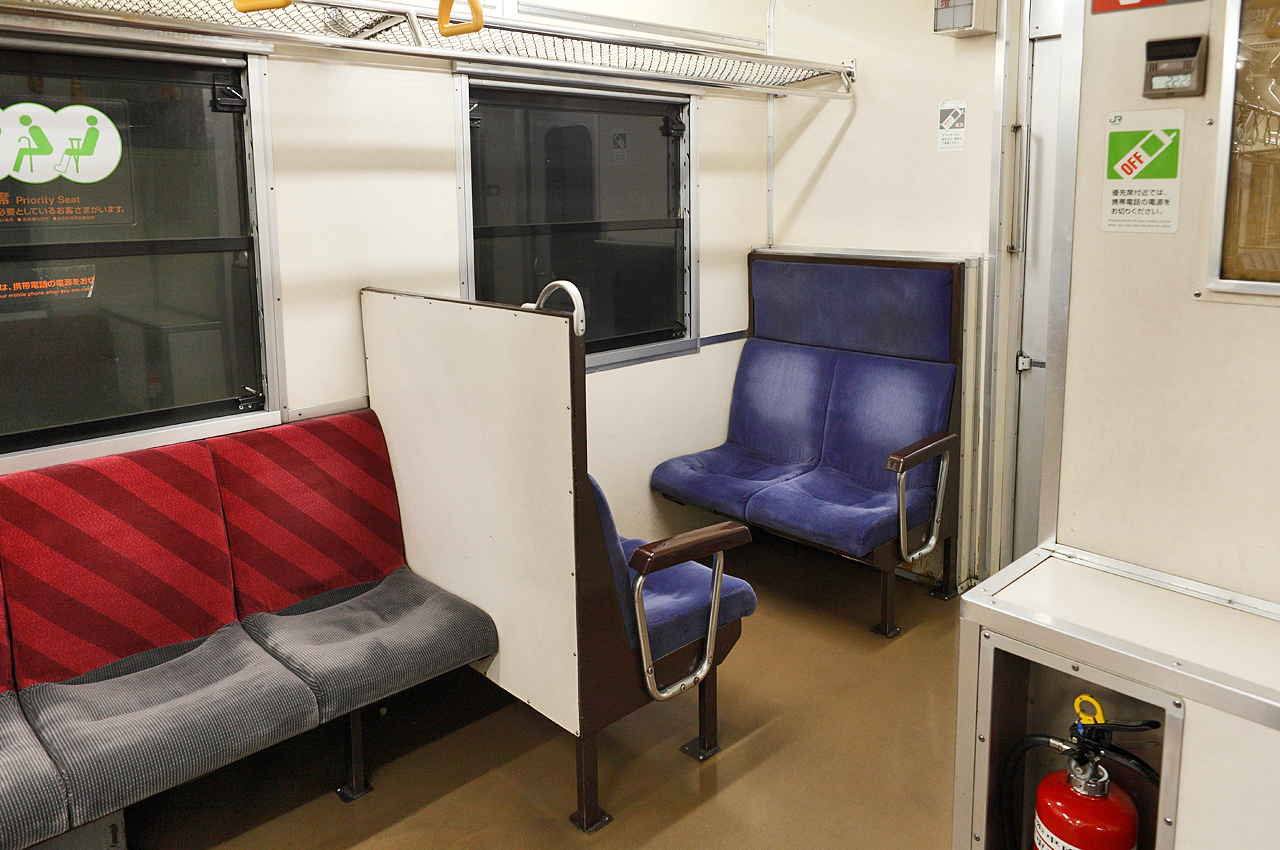
0番台のトイレ対向部のクロスシート、座席はロングシート部と同形状
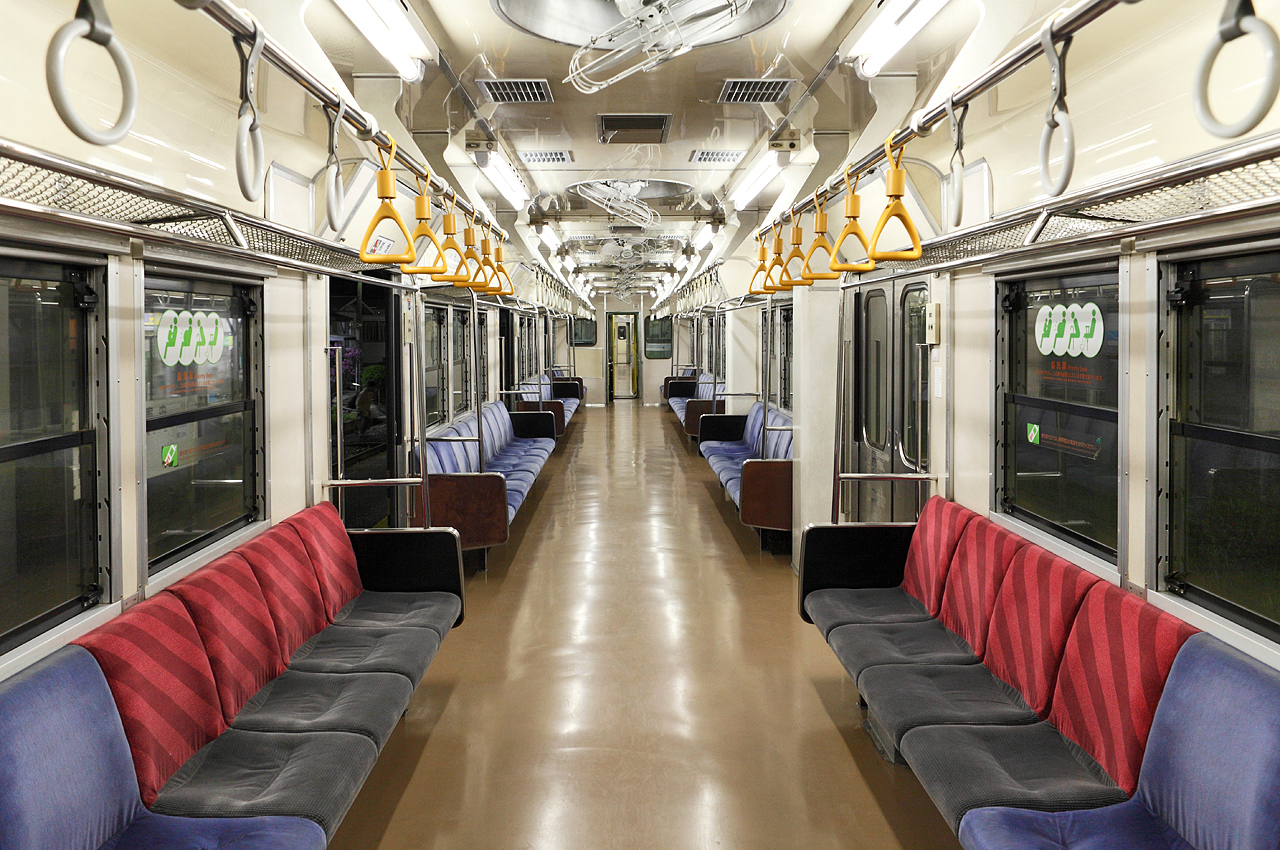
天井には冷房ダクトと扇風機が併設される
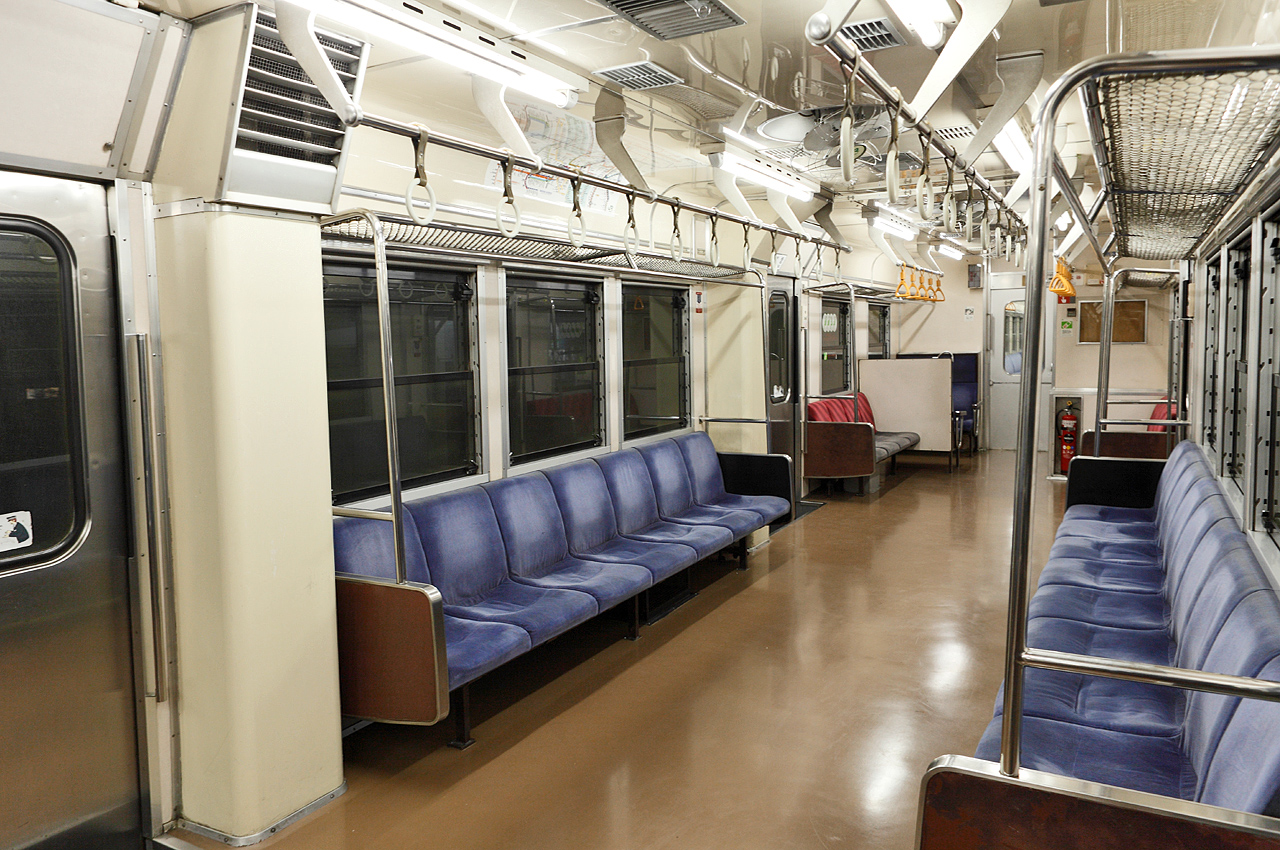
写真左側の扉横が暖房用吸気ダクト、右側の扉横が冷房用送気ダクト

### 主要機器
走行用機関として、キハ37形のDMF13Sを横型とした新潟鐵工所製のDMF13HS(250PS/1900rpm) 過給器付き直噴式ディーゼルエンジン1基を搭載している。従来のDMH17系やDMF15HS系などに比べ小型、軽量、高出力、低燃費で、始動性や整備性にも優れている。
DMF13HSから機関本体の重量は若干増加しているものの、機関ベッドが不要になる分軽量化が図られたほか、オートタイマーにより進角制御を行うこととして、出力が増加したにもかかわらず燃費は向上している。一方、機関制御方式はキハ40系が電磁式燃料制御装置を、同系列の直噴化に使用されたDMF15HSA-DIは電子式燃料制御装置を使用していたのに対し、DMF13HSはDMH17系と同じ空気式燃料制御装置を使用しているため、長時間の留置等により車両の空気圧が低下しても機関の起動を可能とするために必要となる燃料制御装置専用の圧縮空気を確保する機関起動補助装置が搭載されている。また、空気圧縮機や充電発電機などの補機類はキハ40系では歯車駆動であったが、本形式ではベルトの信頼性が向上したこととコスト削減のためベルト駆動に戻されている。
液体変速機は、キハ35形からの発生品である神鋼造機製TC2Aの機関と干渉する部分を一部改造したTC2B、もしくは新潟コンバータ製DF115Aで、エンジン出力の向上に対応して、トルクコンバータとクラッチ回りが改造されている。
台車は、キハ35形のDT22C（動台車）・TR51B（付随台車）を流用しているが、重量軽減に伴い基礎制動装置のブレーキテコ比が変更となったため、ブレーキテコが新製されているほか、現車には反映されなかったが側受支持方式に改造するための試作と試験も行われた。なお、キハ35系は通勤用で最大乗車人数が多いため、同系列に使用されるDT22CおよびTR51B台車は他の部分の共通性を阻害しない範囲で車軸径を大きくしたものとなっている。
ブレーキ装置はキハ37形と同様に、キハ40系の長編成対応で応答性・保守性の良いCLE電磁自動ブレーキから、キハ44000形以降キハ45系までの一般形気動車に使用され、キハ35系とも同じDA系自動ブレーキに戻されており、本形式には片運転台車両用のDA1が使用されている。DA系ブレーキはM23ブレーキ弁およびKB5脚台、A制御弁および管取付座、圧力調整弁等で構成されるが、ブレーキ部品にも廃車発生品が使用されている。また、ブレーキシリンダは台車の車端部寄りの床下に設置されている。
蓄電池はキハ45系以降に使用されているTRK15-12を2個搭載して容量175 Ah（5時間放電率）としているほか、充電発電機はキハ58系以降に使用されている出力2.5 kVAのDM80D交流発電機を1基搭載している。

## 運用

### 八高線
導入後は7両全車が高崎第一機関区およびその後身の高崎車両所に配置され、1986年7月1日より八高線（八王子 - 高崎間）で運用された。本形式は当時八高線で運用されていたキハ35系をはじめとして、1990年まで運用されていたキハ20形、1987年から1990年まで4両が運用されていたキハ45形、1991年まで5両が運用されていたキハ40形などとも編成を組み、最長5両編成で運用された一方で、民営化後の1993年にキハ110形7両、1995年にキハ111形・112形各2両が導入されたキハ110系と本形式とは編成を組まずに運用された。
| 形式     | 番台     | 両数 | 車番                                                 |
| -------- | -------- | ---- | ---------------------------------------------------- |
| キハ38形 | 0番代    | 4両  | 0 - 4                                                |
| キハ38形 | 1000番台 | 3両  | 1001 - 1003                                          |
| キハ20形 | 200番代  | 4両  | 204, 293, 294, 323, 467                              |
| キハ20形 | 500番台  | 1両  | 503                                                  |
| キハ30形 | 0番代    | 15両 | 18, 19, 33 - 35, 39, 58 - 60, 66, 78, 79, 89, 98, 99 |
| キハ35形 | 0番代    | 7両  | 68, 70, 107, 108, 159, 162, 164                      |
| キハ35形 | 500番台  | 9両  | 519, 524 - 531                                       |
| キハ35形 | 900番台  | 4両  | 904, 905, 907, 909                                   |
| キハ40形 | 2000番代 | 5両  | 2085 - 2089                                          |
|          |          |      |                                                      |

1996年の八王子 - 高麗川間の電化の際に、残った非電化区間はキハ110系（キハ110形9両、キハ111形・112形各6両）のみでの運用となり、本形式は全車両が幕張電車区木更津支区へ転出し、久留里線で使用されることとなった。

### 久留里線
久留里線への転用に際し、同線で運用されていたキハ30形、キハ37形と同様の、東京湾アクアラインをイメージしてクリーム地に青のストライプを施した旧久留里線色となり、0番台のトイレは閉鎖されている。キハ38 1、キハ38 3は同年10月に薄いグレー地に青緑と青の帯を配した新塗装になり、追って他の車両も新塗装に変更された。
その後、2012年12月1日に同線の気動車がキハE130形100番台に統一されたため、本形式はキハ30形、キハ37形と共に定期運用を終了した。運用終了後は1両が静態保存され、6両が他社もしくは海外へ譲渡された。

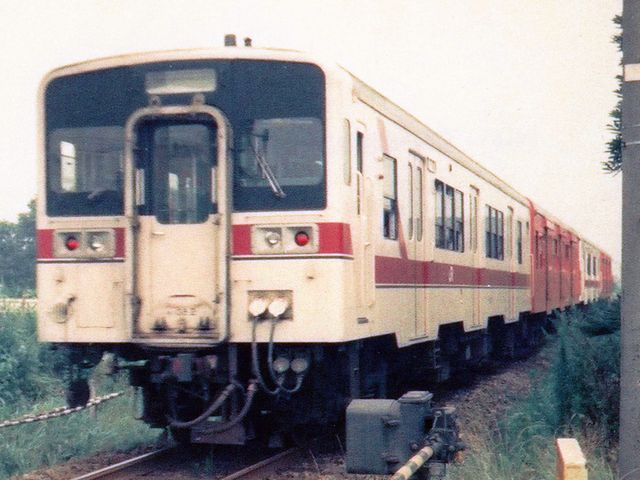
八高線で運用されるキハ38形とキハ35系による列車（群馬藤岡駅 - 北藤岡駅、1988年頃）
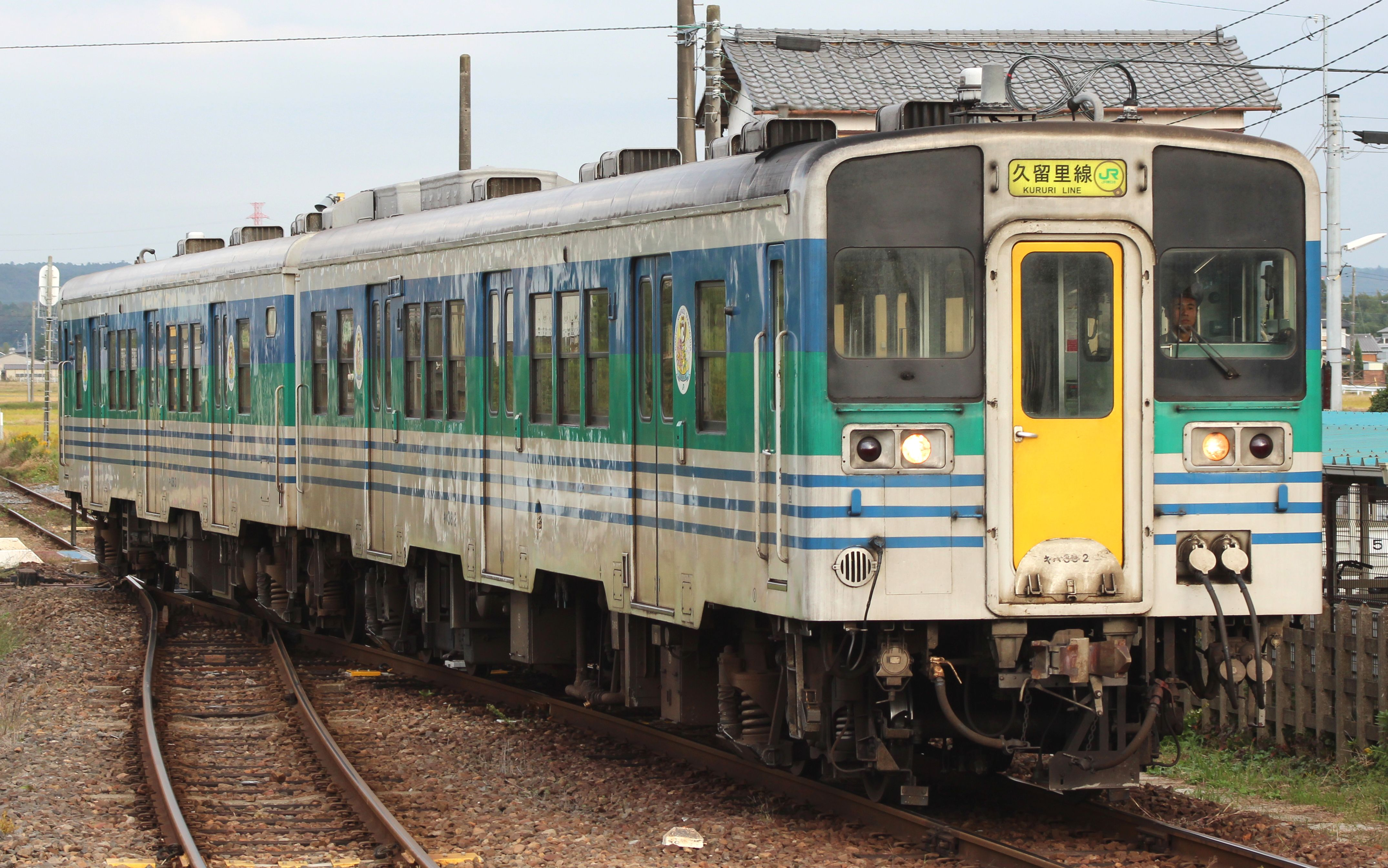
久留里線で運用されるキハ38 2とキハ38 3の2両編成、久留里線色（横田駅、2012年）
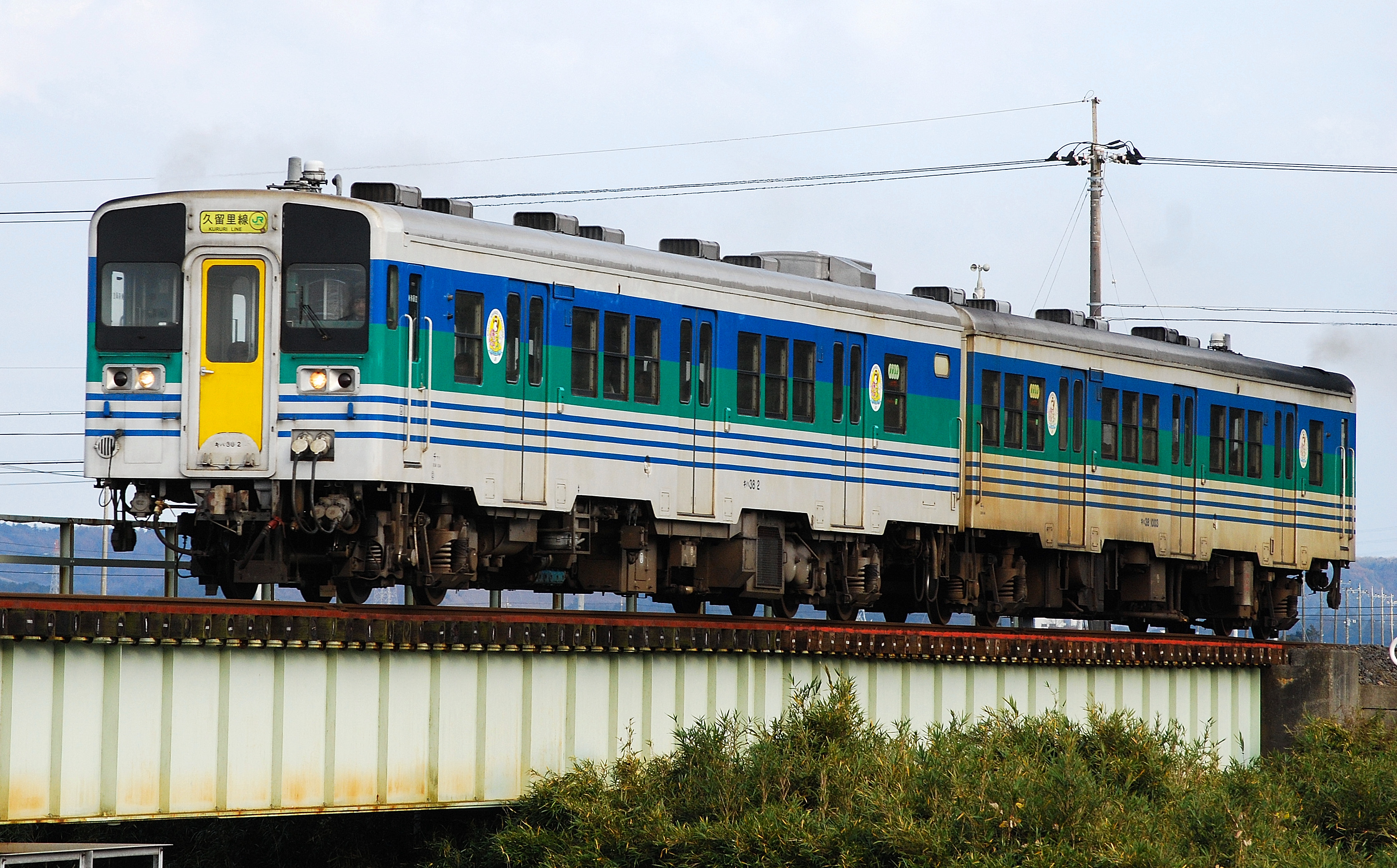
久留里線で運用されるキハ38 2とキハ38 1003の2両編成（2010年）
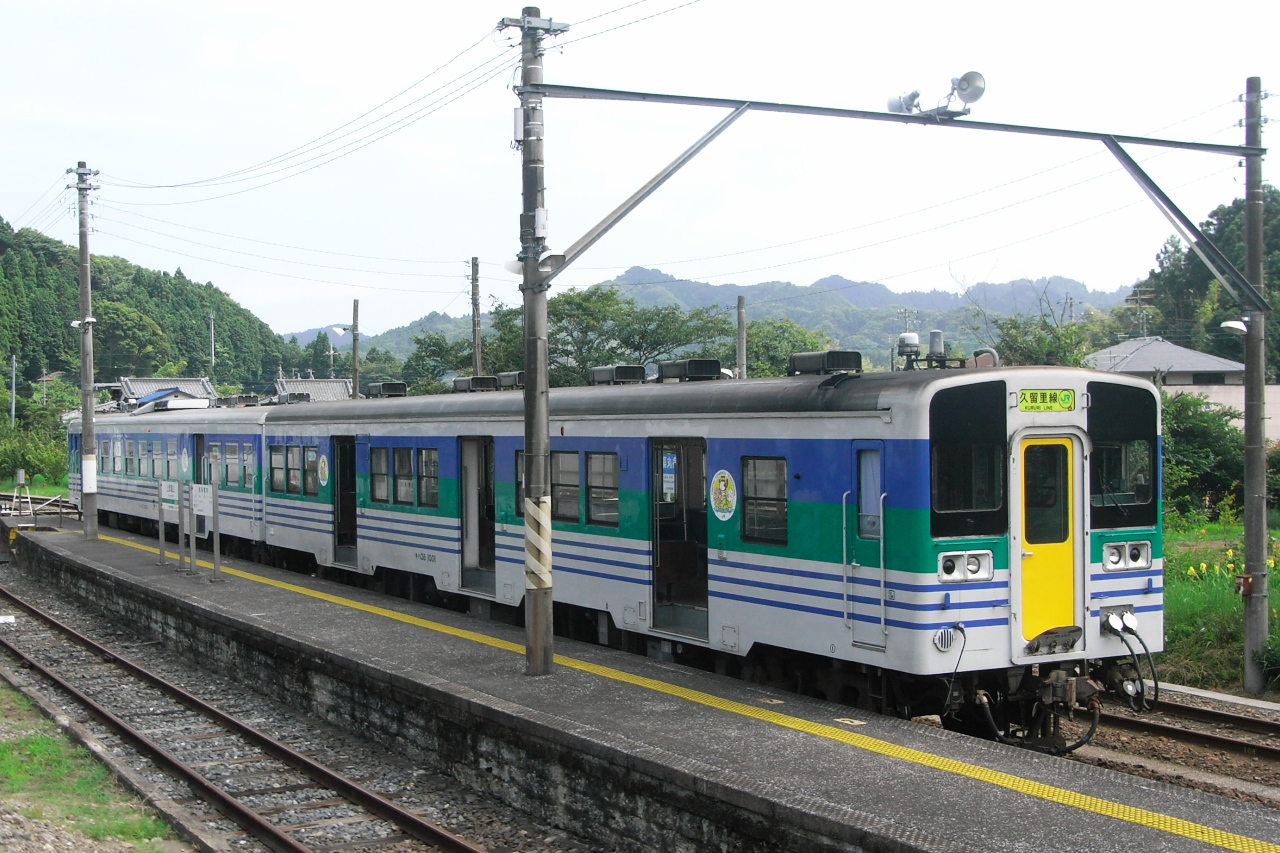
久留里線で運用されるキハ38形とキハ37形の2両編成（上総亀山駅、2008年）

## 譲渡

### 水島臨海鉄道
久留里線で運用されていたキハ38 1003をキハ30形2両、キハ37形3両とともにJR東日本から購入し、リフレッシュ工事を行った上で2014年5月12日より営業運転を開始している。導入に際し、キハ37形のキハ37 101 - 103からの連番となる「キハ38 104」となり、塗装は国鉄一般気動車色に変更された。
2019年3月改正のダイヤでは三菱自工前・水島 - 倉敷市間を平日朝2往復・夕方3往復運行している。
2022年2月にはキハ38登場時の八高線色に再塗装された。

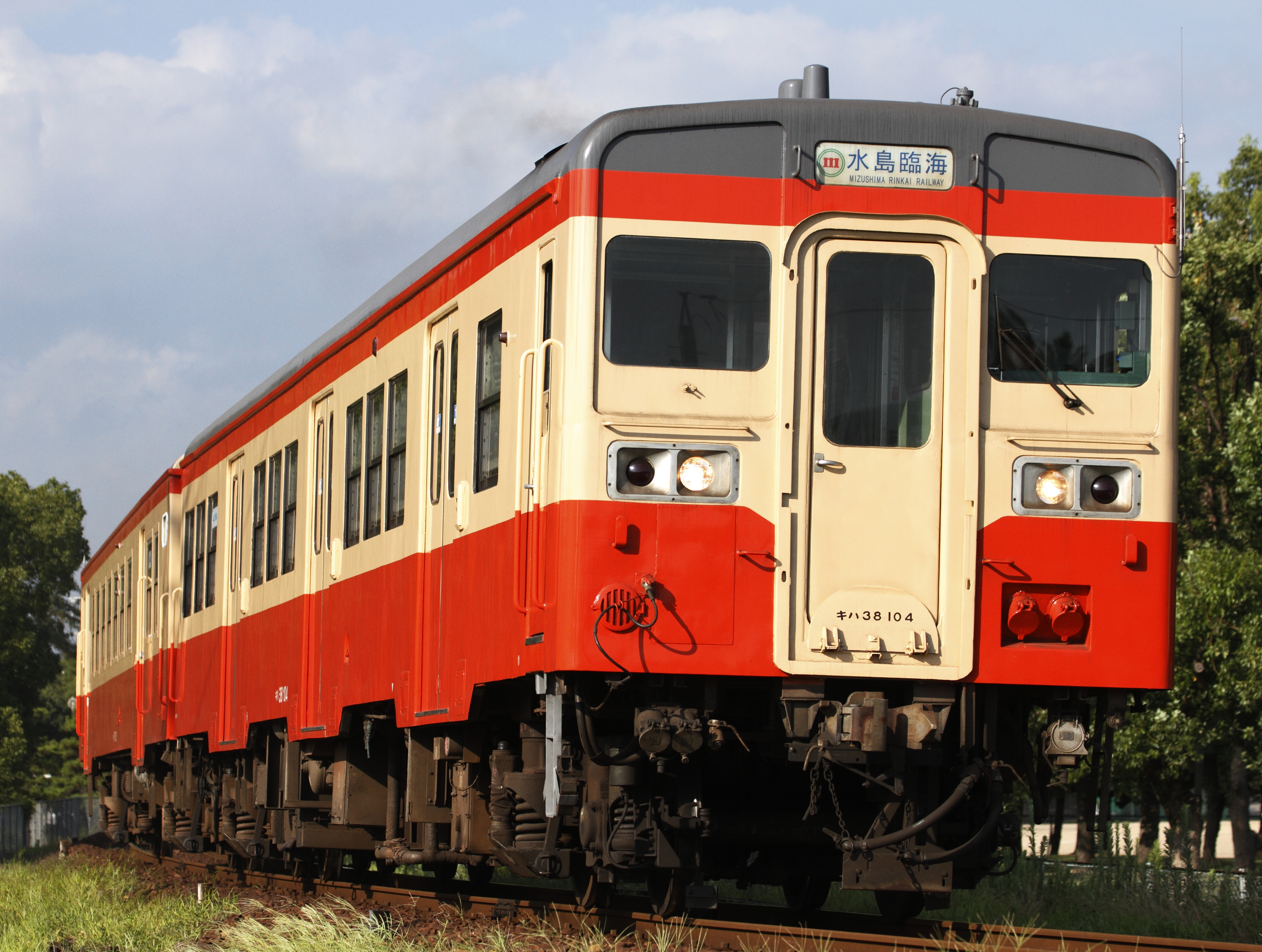
国鉄一般気動車色となった水島臨海鉄道キハ38 104とキハ37形の編成（2014年）
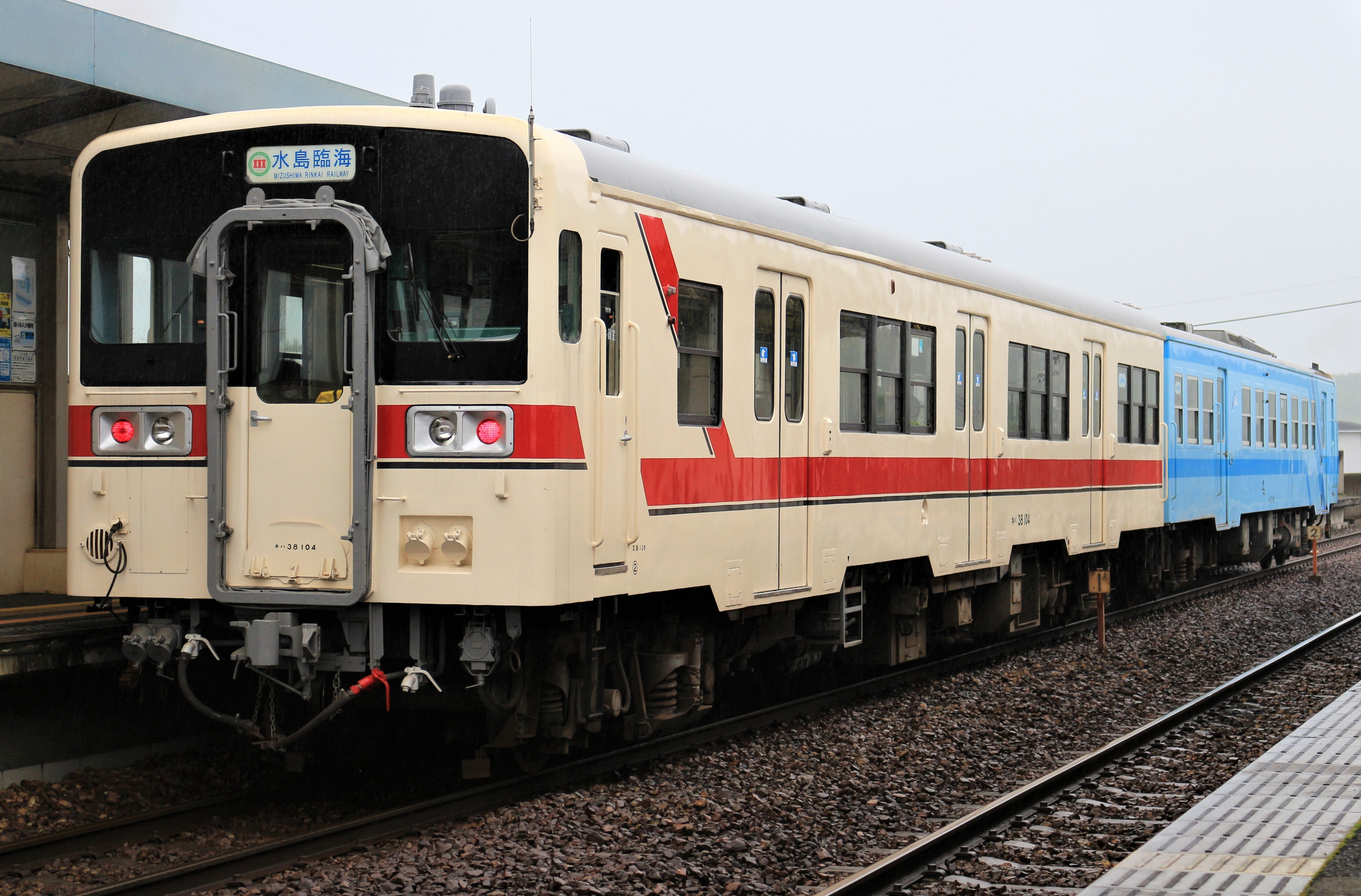
八高線色のキハ38形と水島色のキハ37形の編成（2022年）
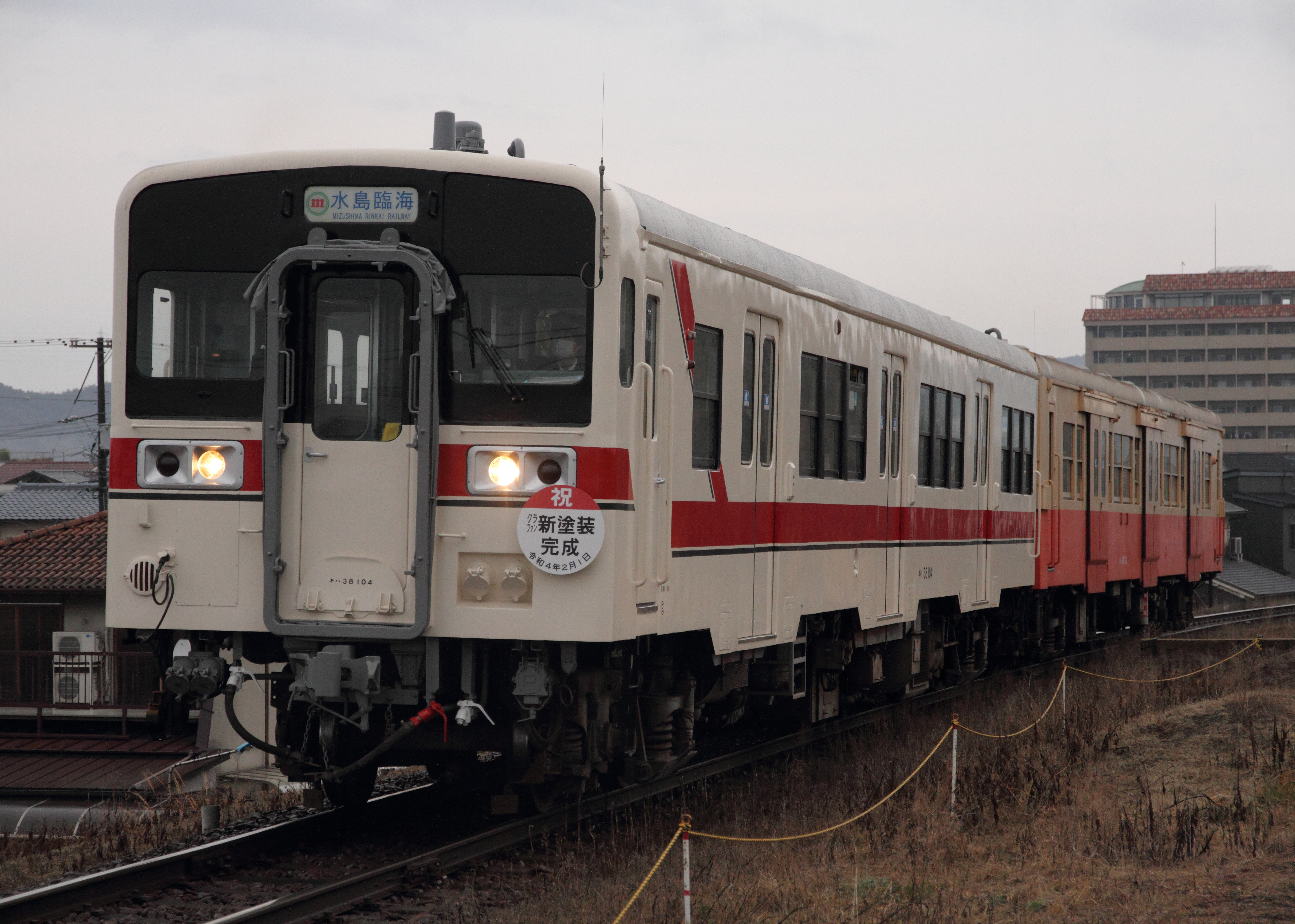
八高線色のキハ38形と国鉄一般気動車色のキハ30形の編成（2022年）

### ミャンマー国鉄
キハ38 2 - 4、1001、1002の5両はミャンマー国鉄へ譲渡され、2014年4月に船便でミャンマーに輸送された後、現地で改造を受け、同年8月16日より営業運転を開始した。ミャンマー国鉄では初となるエアコン+自動扉装備車両として、ヤンゴン環状線で2時間に一本程度の頻度で運転している。

## 保存車
キハ38 1 がファームリゾート鶏卵牧場 いすみ農場「ポッポの丘」で静態保存されている。機器整備が行われ、2020年7月下旬よりイベント時などに警笛吹鳴体験が行われている。2023年8月に廃車時の新久留里線色から旧久留里線色に塗装変更された。

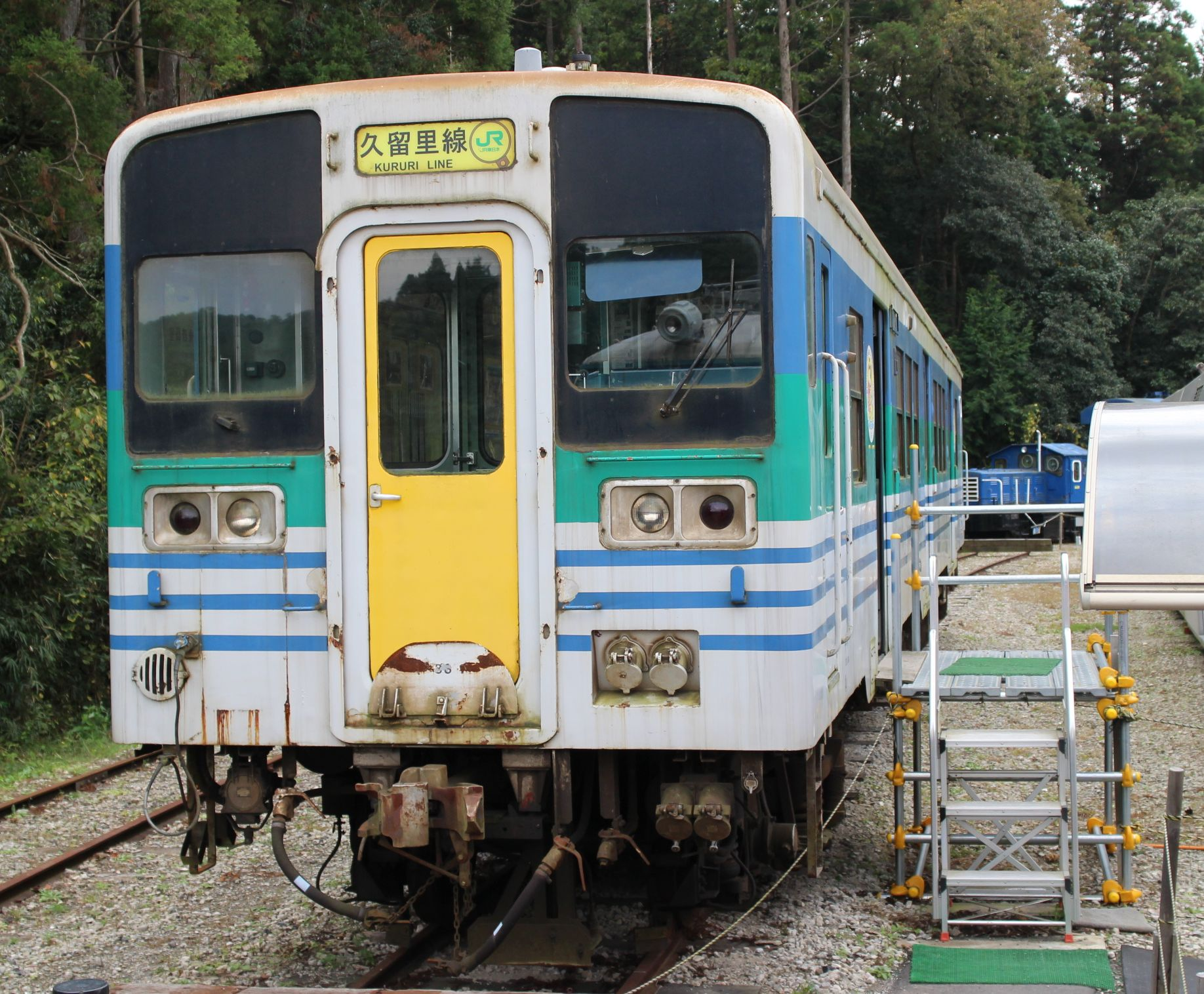
ポッポの丘で展示されているキハ38 1（2015年）